# Takht Patna Sahib
Le Takht Patna Sahib dénommé aussi Takht Sri Harimandar Sahib (hindi : तखत श्री पटना साहिब ; punjabi : ਤਖ਼ਤ ਸ੍ਰੀ ਪਟਨਾ ਸਾਹਿਬ) est un des cinq grands gurdawars du sikhisme, que l'on connaît sous l'appellation des cinq Takhts, et qui sont les principaux sièges de l'autorité sikhe. Construit au milieu du xxe siècle, il se trouve dans la ville de Patna, dans l'État du Bihar.  

## Fondation
Guru Nanak, le gourou fondateur du sikhisme serait resté dans cette ville trois mois; il savait qu'à une époque, elle avait beaucoup compté dans la culture hindoue. Il a été accueilli par un homme pieux, Jaita, qui a transformé sa maison pour recevoir les sikhs qui priaient. L'endroit s’appelait alors Bari Sangat ou Gai Ghat Sangat. Aujourd'hui il porte le nom de Gurdwara Pahila Bara Gait Ghat ou Gurdwara Gai Ghat. Le bâtiment renferme une relique, une meule de Mata Gujari, l'épouse de Guru Tegh Bahadur, et un rebec (instrument à cordes) possédé par Mardana, un écrivain, compagnon du premier gourou.  

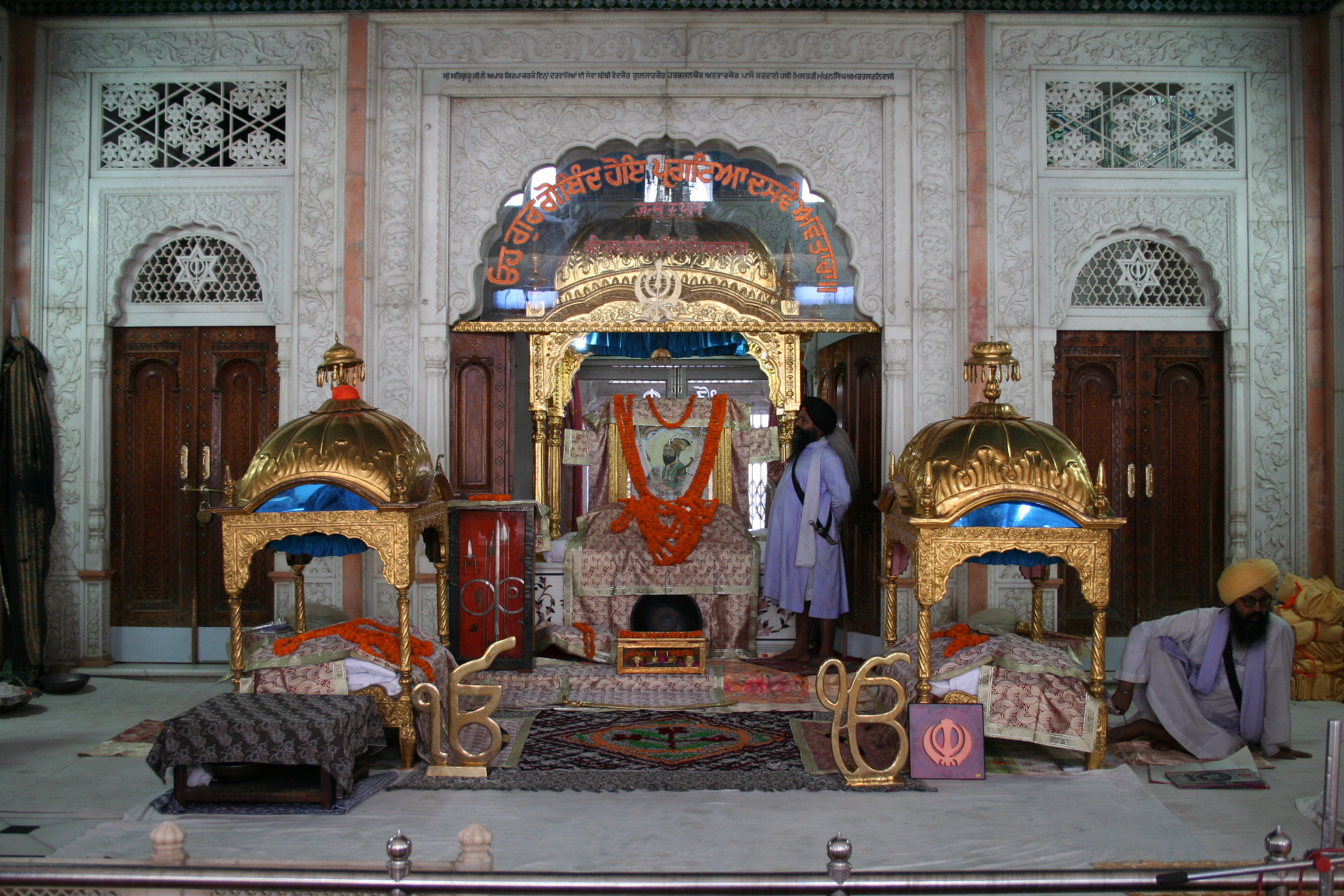
La pièce principale du culte du Takht Sri Patna Sahib, là où est né le dixième gourou du sikhisme.

En 1666, Guru Tegh Bahadur vient visiter la communauté sikhe de la ville, dans laquelle naît quelques mois plus tard, le 22 décembre, le dixième et dernier guru sikh, Guru Gobind Singh est né à Patna et il y a passé une partie de son enfance.  
Un premier gurdwara a été établi par le Maharaja Ranjit Singh. Entre le XVIIe siècle et le XXe des modifications ont été apportées au lieu initial de la naissance du Guru, et en 1934, un tremblement de terre a endommagé l'ensemble.  
Le Takht actuel a été construit par San Nischal Singh et Sant Kartar Singh, il a été terminé en 1957. La pièce centrale et principale s'élève à l'endroit où Guru Gobind Singh est né. De l'or et du marbre parent le temple. De nombreuses reliques, comme des sandales en bois, un vieil habit, un peigne, des armes, sont conservées dans le temple. Les responsables du gurdawar sont regroupés au sein d'un comité de quinze membres choisis et élus par différentes instances. 